# Плантен-Моретус
Музеят „Плантен-Моретус“ (на нидерландски: Plantin-Moretusmuseum) е исторически музей в Антверпен, Белгия, посветен на известен род издатели, чието начало е поставено от Кристоф Плантен и неговия зет Ян Моретус през 16 век.
Помещава се в сградата, използвана от тях за жилище, печатница и книжарница. В продължение на десетилетия домът на Плантен и Моретус е средище на културния живот в града, посещаван от известни личности, като Юстус Липсиус и Симон Стевин.
През 1876 г. наследникът на имота Едвард Моретус продава целия комплекс на общината и на следващата година той е превърнат в музей. През 1944 г., по време на Втората световна война, сградата е засегната от попаднала наблизо ракета „Фау-2“, изстреляна от Вермахта, но през следващите години е възстановена и музеят отново започва да работи през 1951 г.
През 2005 г. музеят „Плантен-Моретус“ става обект на Световното наследство на ЮНЕСКО.